# Courtney Love
Pour les articles homonymes, voir Love.
Courtney Michelle Love Cobain [ˈkɔɹtni mɪˈʃɛl lʌv koʊbeɪn], dite Courtney Love, née Love Michelle Harrison le 9 juillet 1964 à San Francisco, puis rebaptisée Courtney Michelle Harrison en 1970, est une autrice-compositrice-interprète, actrice et artiste visuelle américaine.
Elle est la chanteuse et guitariste rythmique du groupe Hole, qu'elle a formé en 1989 avec Eric Erlandson. Hole devient en deux ans, notamment par les idéaux féministe et punk du groupe, un élément populaire de la scène grunge de Seattle alors en pleine émergence, avec la sortie de leur premier album Pretty on the Inside en 1991 puis de Live Through This en 1994.
Courtney Love eut un impact sur le féminisme des années 1990, plus particulièrement sur les mouvements Riot grrrl et kinderwhore. Elle est citée comme une influence non négligeable sur les musiciennes de rock, notamment pour avoir déclaré « Je veux que toutes les filles du monde prennent une guitare et se mettent à crier ».
Elle a été l'épouse de Kurt Cobain, leader du groupe Nirvana avec qui elle a eu une fille, Frances Bean Cobain.

## Biographie

### Enfance
Courtney Love naît le 9 juillet 1964, à San Francisco. Sa mère, Linda Carroll,  fille de la célèbre romancière américaine Paula Fox, est psychothérapeute ; son père, Hank Harrison, est manager de groupes de rocks tel Grateful Dead. Son père lui fait faire un trip au LSD alors qu'elle a seulement quatre ans.
Elle est diagnostiquée autiste à un jeune âge,. Elle trouve sa vocation d'artiste très jeune. Les racines de Courtney Love sont en Californie, mais elle grandit en Oregon. Lors de son adolescence, elle écoute de la musique new wave et punk qui auront une influence importante sur sa carrière. Après avoir voyagé dans différents pays comme l’Irlande, le Japon et l’Angleterre, la jeune femme déménage à Los Angeles. Elle étudie la philosophie, l'anglistique et la théologie au sein de l'Université d'État de Portland et du Trinity College de Dublin.

### Nom
Lorsque ses parents divorcent, sa mère se remarie, elle s'appelle alors Courtney Michelle Rodriguez. Sa mère divorce de nouveau, elle passe à Courtney Michelle Menely, ayant été adoptée par le nouveau petit ami de sa mère. En 1972, Courtney, sa mère, et son beau-père partent s'installer à Nelson en Nouvelle-Zélande. Là-bas, elle s'inscrit sous le nom de Love au collège dont elle sera renvoyée.
Le changement légal qui la déclare comme Courtney Michelle Love se fait au début des années 1990, au début de sa carrière musicale et à la fin de son premier mariage (alors qu'elle se nommait Courtney Michelle Menely).

### Carrière

#### 1981-1990: Débuts

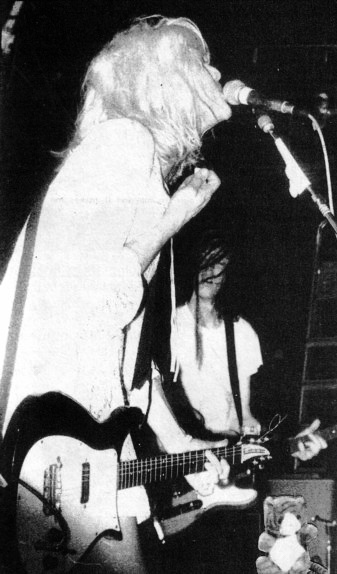
Concert de Hole à Los Angeles en 1989.

Au début des années 1980, Courtney Love fait une brève apparition dans le groupe Faith No More. En 1981, elle fonde le groupe Sugar Babylon avec ses deux meilleures amies, Ursula Wehr et Robin Barbur. Elle crée ensuite les groupes Sugar Baby Doll (avec Jennifer Finch de L7 et Kat Bjelland de Babes in Toyland) et Pagan Babies (avec Kat Bjelland, Janis Tanaka et Deidre Schletter).
C’est en 1986 qu’elle a ses premiers contacts avec le monde du showbizz. Elle fait partie de la distribution de deux films d'Alex Cox, Sid et Nancy (1986) et Straight to Hell (1987). Le premier raconte la vie de Sid Vicious des Sex Pistols, et le second est un western spaghetti accueillant également au casting Joe Strummer, les Pogues, Jim Jarmusch, Dennis Hopper, Grace Jones et Elvis Costello. Elle interprétera ensuite quelques rôles dans des films sans envergure. Elle eut cependant la chance d'avoir été recueillie par Joe Strummer alors qu'elle était dans une situation financière instable. « Joe et sa famille m'ont accueillie comme si je faisais partie de la famille » déclara-t-elle dans le documentaire Joe Strummer : The Future Is Unwritten.
Devant le peu de succès remporté au cinéma, Courtney Love quitte la côte ouest américaine pour Minneapolis. Elle joue brièvement comme bassiste dans le groupe de musique féminin Babes in Toyland. Elle en sera rapidement renvoyée. Elle se rend ensuite en Alaska et devient danseuse dans les bars.
En 1990, elle débarque à Seattle et monte son propre groupe, Hole, et recrute Eric Erlandson (guitare), Kristen Pfaff (basse) et Patty Schemel (batterie). Deux ans plus tard, le quatuor sort son premier album, intitulé Pretty on the Inside, produit par Kim Gordon. Le disque est violent, tant dans sa trame sonore que dans ses textes et remporte un succès modeste.

#### 1991-1995: mariage et succès
Courtney Love et Kurt Cobain se rencontrent en 1989. Ils se fréquentent d'abord comme de simples connaissances, mais une forte attirance mutuelle et un usage commun de drogue les incitent à se voir régulièrement jusqu'à entamer une relation amoureuse. Courtney apprend qu'elle est enceinte de Kurt au début de l'année 1992 et ils se marient le 24 février 1992 à Hawaï. Rapidement, ils deviennent l'un des couples les plus médiatisés du moment. Cobain dirige alors l'un des plus importants groupes de rock.
Pendant la grossesse de Courtney, le magazine Vanity Fair publie l'article "Strange Love", dans lequel Lynn Hirschberg écrit que la jeune femme lui a avoué qu’elle continuait à se droguer. Courtney et Kurt déclarent que Vanity Fair a sorti les mots de la chanteuse de son contexte. Les services de protection de l'enfance lancent une enquête pour évaluer leurs capacités parentales, puis leur retirent la garde de leur fille. Après quelques batailles juridiques, les époux Cobain récupèrent la garde de leur fille. Courtney et Kurt restent mariés jusqu'au suicide de ce dernier, le 5 avril 1994.
Après plusieurs essais infructueux avec différents producteurs, le second album de Hole Live Through This (Survivre à tout ça) est finalement enregistré en octobre 1993 aux studios Triclops d'Atlanta. Le disque sort le 12 avril 1994, quatre jours après que Kurt Cobain a été retrouvé mort après son suicide dans leur maison de Seattle.
En juin 1994, Kristen Pfaff meurt d'une surdose d’héroïne. Ce deuxième disque laisse entrevoir la peine et la violence qui sévissaient autour de la chanteuse à ce moment. Certifié disque de platine en 1995, il fut également élu disque de l'année par Rolling Stone, Spin et Village Voice.

#### 1996-2000: Retour au cinéma
Au milieu des années 1990, Courtney Love décide de retourner vers le cinéma. Elle tient un petit rôle, celui de Big Pink, dans Basquiat, de Julian Schnabel, la biographie de l'artiste peintre américain Jean-Michel Basquiat. En 1997, elle est nommée pour un Golden Globe grâce à sa performance dans le film Larry Flynt. Ce film-choc, réalisé par Miloš Forman et produit par Oliver Stone, raconte l’histoire du fondateur de l’empire pornographique Hustler. Love enchaîne ensuite avec un autre film à succès, Man on the Moon, biographie de l'humoriste Andy Kaufman, en 1999. Elle y retrouve le réalisateur de Larry Flynt, Miloš Forman, et partage l'affiche avec Jim Carrey. Au cours des années 2000, elle apparaît dans des films de moindre envergure, comme le drame Mauvais piège.
Le troisième disque de Hole, Celebrity Skin, qui intègre des sonorités plus pop, est lancé en 1998.

#### 2001-2011: Travail en solo

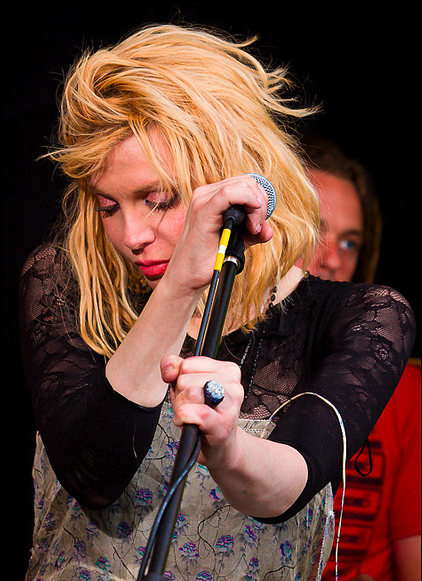
Courtney Love durant un concert à Philadelphie en 2010.

Malgré les problèmes judiciaires auxquels elle est confrontée, la chanteuse revient en février 2004 avec un premier disque solo, America's Sweetheart. On note quelques collaborations comme celle de Bernie Taupin, parolier d'Elton John qui lui a écrit un texte.
En août 2009, Courtney Love termine l'enregistrement d'un album avec le guitariste anglais Micko Larkin. Prévu tout d'abord pour être un album solo, l'album sortira finalement sous le nom de Hole malgré le désaccord de Billy Corgan avec qui Love a collaboré pour l'album (jusqu'à leur séparation), intitulé Nobody's Daughter et sorti le 26 avril 2010.
Courtney Love a été invitée à jouer avec Slash le 2 octobre 2009 à Las Vegas.

#### Depuis 2012: Projets divers

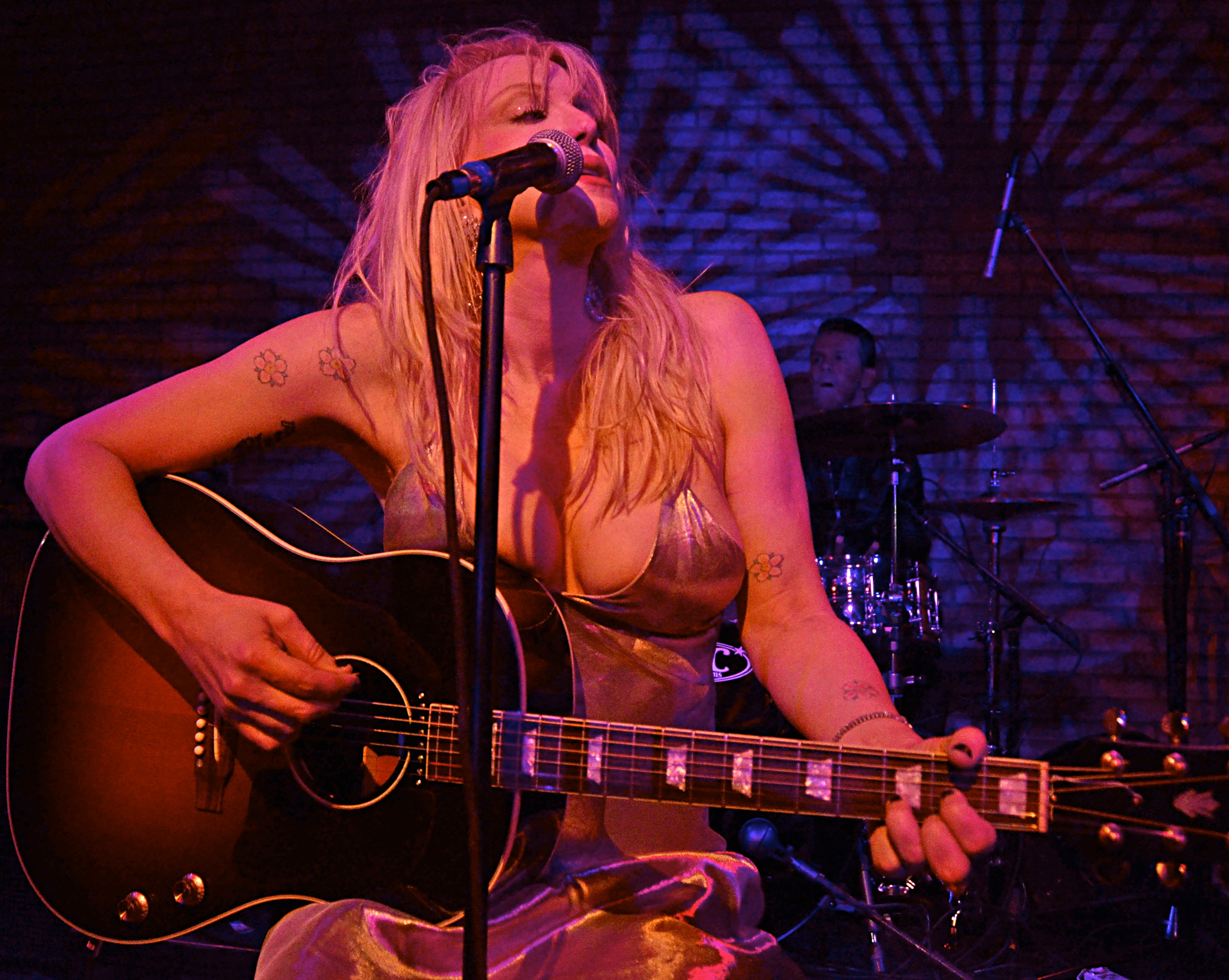
Courtney Love lors d'une performance à New York en 2013.

Après quelques concerts solo de décembre 2012 à janvier 2013, elle apparaît dans des publicités d'Yves Saint Laurent aux côtés de Marilyn Manson.
Le 22 avril 2014, Courtney sort un single, You Know My Name, dans le but de promouvoir sa tournée au Royaume-Uni.
Après une absence d'une dizaine d'années, elle revient au jeu d'actrice, cette fois à la télévision. En 2014, elle participe à la dernière saison de la série Sons of Anarchy et, en 2015, à la première de la saga industrielle et familiale Empire. Bien accueillie par la critique, la série réalisée notamment par Lee Daniels se déroule dans l'univers de la musique hip-hop — Courtney Love y incarne une ancienne vedette du rock.
Au printemps 2015, Courtney Love rejoint Lana Del Rey lors de l'Endless Summer Tour de cette dernière. Au cours de la tournée, elle sort un nouveau single, Miss Narcissist, sur le label Ghost Ramp.
En janvier 2016, en collaboration avec Sophia Amoruso, elle sort une collection capsule intitulée Love, Courtney, composée de 18 pièces inspirées du style de Courtney depuis les années 1990.
En 2019, elle participe à la bande-originale du film The Turning en interprétant le titre Mother. Par ailleurs, la reformation du groupe Hole se précise et se confirme, ainsi que ses projets solo. Un nouvel album studio devant voir le jour en 2022, en même temps que la publication de ses mémoires.
En 2020, elle reçoit un Icon Award à la cérémonie des NME et en profite pour annoncer publiquement qu'elle est sobre depuis 18 mois.

### Vie privée

#### Religion
Tout au long de sa vie, Courtney a pratiqué plusieurs religions, y compris le catholicisme et l'épiscopalisme, et évolué dans la mouvance New Age, mais le bouddhisme est le chemin « le plus transcendant » pour elle,. Elle a étudié et pratiqué le bouddhisme tibétain et le bouddhisme Nichiren, et elle est membre de la Soka Gakkai internationale, une organisation bouddhiste laïque mondiale régulièrement mise en cause ou soupçonnée de dérives sectaires.

#### Problèmes judiciaires
Le passage aux années 2000 est très difficile pour Courtney Love. Des problèmes récurrents de drogue et d'alcool lui font perdre la garde de sa fille unique, Frances Bean Cobain, qui va alors habiter chez ses grands-parents paternels. Courtney séjourne alors plusieurs fois dans divers centres de désintoxication et doit faire face à la justice à plusieurs reprises.
Au début de l’année 2005, la chanteuse retrouve la garde de sa fille, alors âgée de 12 ans. Mais elle a de nouveaux démêlés avec la justice pour des défauts de paiement. Puis elle est envoyée pour 18 mois en cure de désintoxication et condamnée à trois ans de mise à l'épreuve et à l’obligation de consulter pour ses problèmes de drogue. Elle est également accusée d'avoir agressé une femme à la résidence d’un de ses anciens amis, mais plaide non coupable.
Le 11 décembre 2009, un juge de Los Angeles lui retire de nouveau la garde de sa fille, alors âgée de 17 ans, qui est confiée à Wendy O'Connor et Kimberly Cobain (la mère et la sœur de Kurt Cobain).

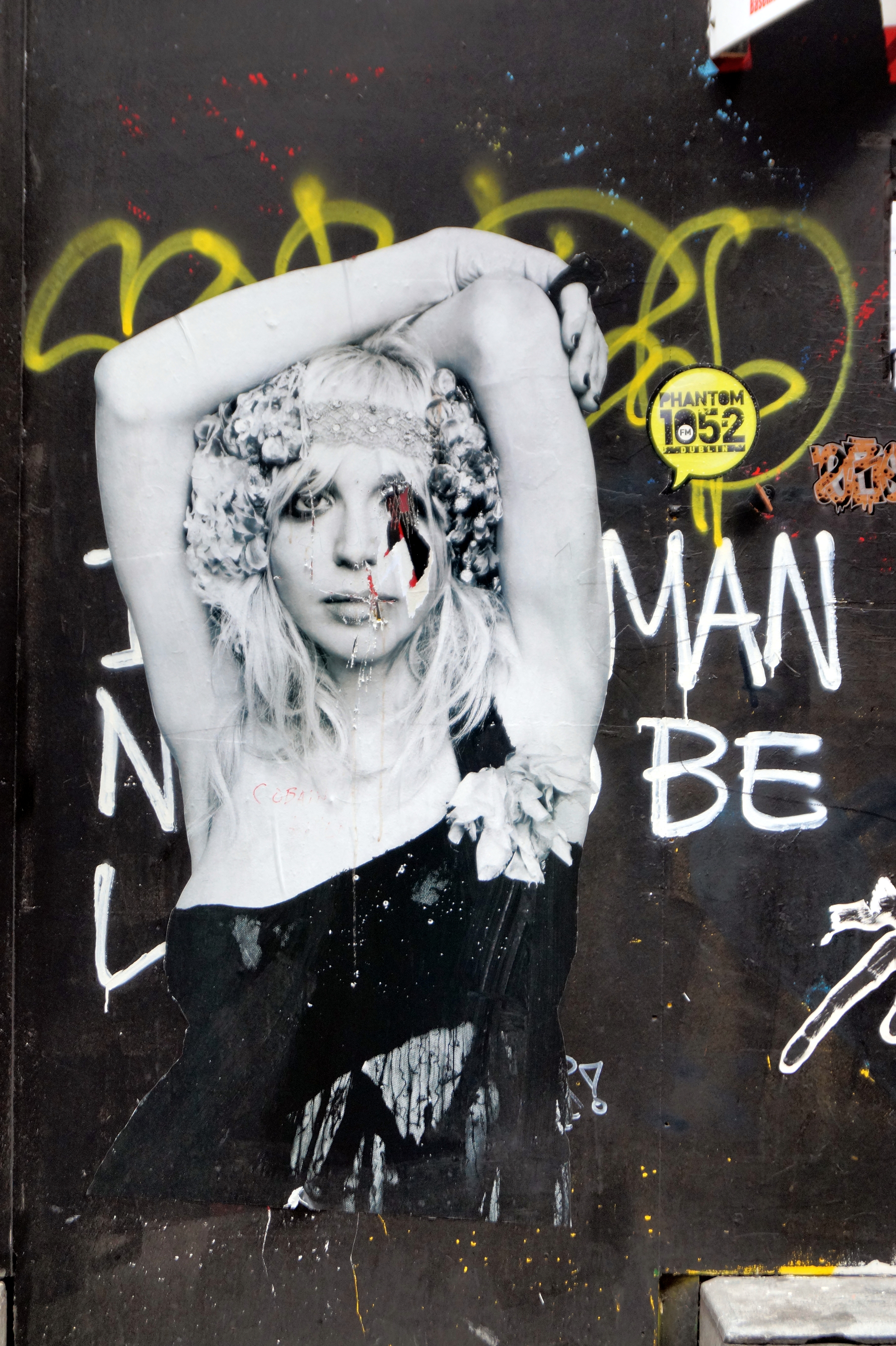
Courtney Love représentée sur un street art à Dublin

Le 21 octobre 2011, Courtney est condamnée à payer 68 000 euros de dommages et intérêts au bijoutier Jacob and Co. pour n'avoir jamais rendu des parures qui lui avaient été prêtées pour un gala de charité à New York en 2010.

#### Vie sentimentale
Avant de fréquenter Kurt Cobain, Courtney Love a eu une relation avec Billy Corgan.
Le 24 février 1992, elle épouse Kurt Cobain. Ensemble, ils ont une fille : Frances Bean Cobain, née le 18 août 1992. Love et Cobain sont restés mariés jusqu'à la mort de ce dernier en 1994.
En 1994, des rumeurs prêtent à nouveau à Love une liaison avec Billy Corgan, alors que celui-ci participe au festival Lollapalooza avec les Smashing Pumpkins. De 1996 à 1999, elle est en couple avec l'acteur Edward Norton.
Début 2006, Billy Corgan emménage avec Courtney Love et sa fille Frances Bean Cobain à Hollywood Hills. Deux ans plus tard, Courtney Love critique publiquement Billy Corgan car il aurait refusé d'assister à la fête d'anniversaire des seize ans de Frances.
Courtney Love a également fréquenté les artistes Fred Durst et Trent Reznor.

## Style musical

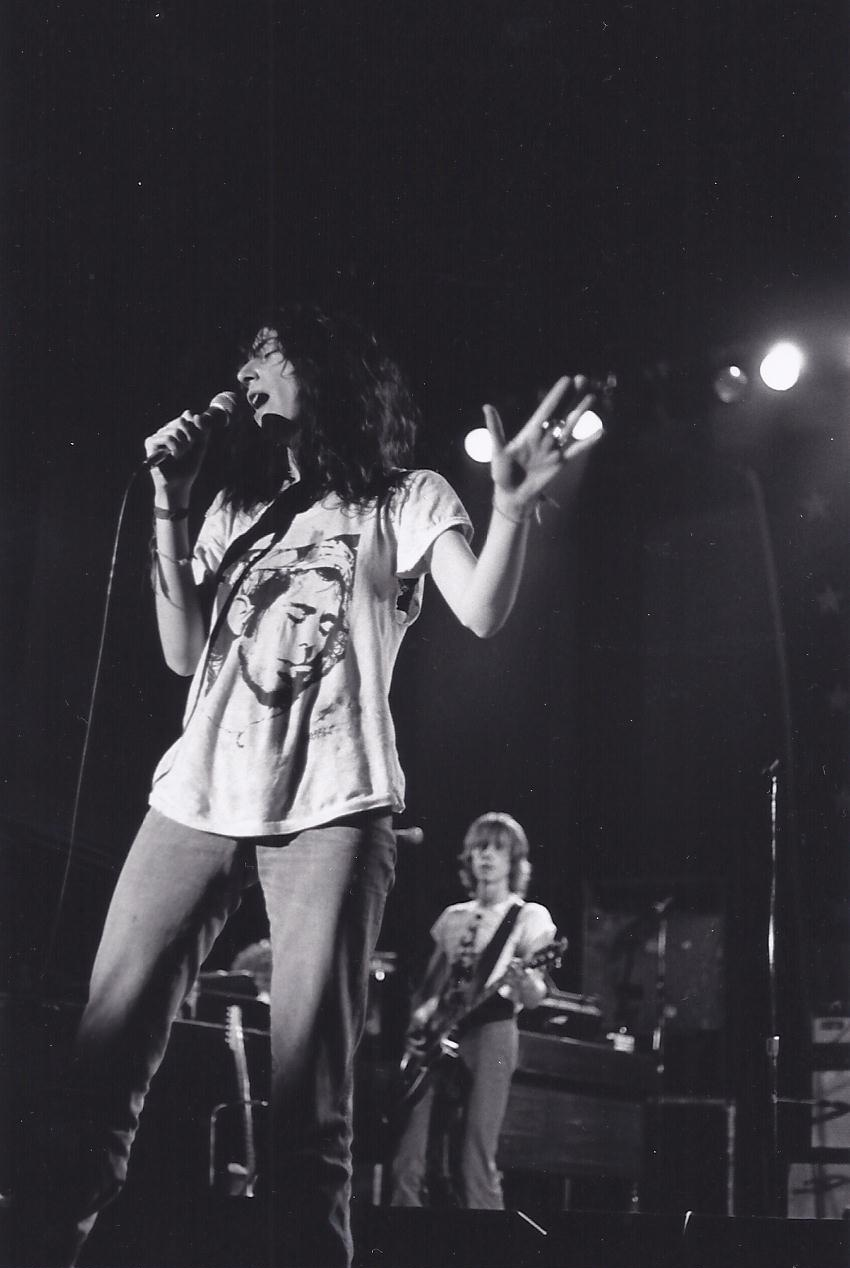
Patti Smith, l'une des plus grandes influences musicales de Courtney Love.

### Paroles, voix et instruments
En 1998, Courtney déclare que « Hole a toujours été un groupe de pop. Nous avons toujours eu des textes pop. J'ai toujours été transparente à ce sujet. ». Pour elle, les paroles sont plus importantes dans la musique. La poésie est une influence majeure sur son écriture. Elle explique : « J'ai toujours voulu être poète, mais ça ne rapporte pas assez ». Ses poètes favoris sont T.S. Eliot et Charles Baudelaire,.
Son style vocal est le contralto, souvent comparé à ceux de Johnny Rotten, et Bob Dylan. Elle se décrit comme « une guitariste de merde. Je peux facilement écrire une chanson, mais j'ai du mal avec l'interprétation »

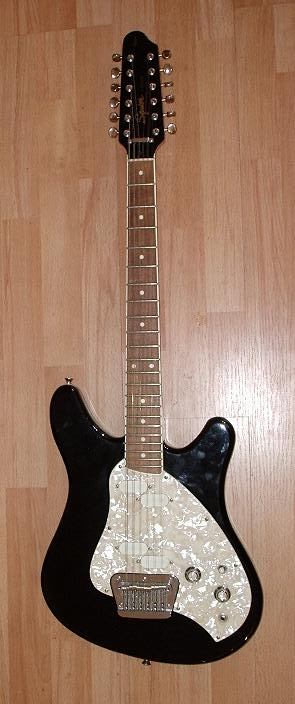
La Fender Squier Venus, conçue par Courtney en 1997.

Au cours de sa carrière, elle a souvent joué avec des guitares Fender Jaguar et Jazzmaster, dont la dernière est exposée au Hard Rock Café de New York. On peut la voir jouer avec une Jazzmaster dans le clip Miss World. Entre 1989 et 1991, elle jouait principalement avec une Rickenbacker 425, mais elle détruit cette guitare sur scène lors de l'ouverture d'un concert de The Smashing Pumpkins en 1991. Elle joue également souvent avec des guitares Mercury, notamment en 1992. En 1997, elle conçoit la Fender Squier Venus, inspirée par des Rickenbacker ainsi que sa Mercury.

### Influences
Courtney a de diverses influences musicales, les principales sont Stevie Nicks, Patti Smith et The Pretenders, qu'elle écoutait lors de son adolescence. Flipper, Kate Bush, Soft Cell, Lou Reed, et Dead Kennedys font également partie de ses artistes préférés. Elle affectionne également des groupes new wave et post-punk, comme Echo and the Bunnymen, The Smiths, The Teardrop Explodes, Bauhaus, et Joy Division. Courtney est également influencée par des artistes expérimentaux et des groupes de punk rock, comme Sonic Youth, Swans, Big Black, Diamanda Galás, The Germs et The Stooges.

## Discographie

### AvecHole
- 1991 : Pretty On The Inside
- 1994 : Live Through This
- 1997 : My Body, The Hand Grenade
- 1998 : Celebrity Skin
- 2010 : Nobody's Daughter

### En solo
- 2004 : America's Sweetheart
- 2014 : You know my name / Wedding day

### Collaboration
- 2013 : Fall Out Boy (Save Rock And Roll - Rat A Tat)
- 2015 : Honour (en duo avec Ginger Wildheart)

## Filmographie

### Cinéma
- 1986 : Sid et Nancy (Sid and Nancy) d'Alex Cox
- 1987 : Straight to Hell d'Alex Cox
- 1988 : Tapeheads, de Bill Fishman
- 1996 : Basquiat, de Julian Schnabel
- 1996 : Feeling Minnesota, de Steven Baigelman
- 1996 : Larry Flynt (The People vs. Larry Flynt), de Miloš Forman
- 1999 : 200 Cigarettes, de Risa Bramon Garcia
- 1999 : Man on the Moon, de Miloš Forman
- 2000 : Beat, de Gary Walkow
- 2001 : Julie Johnson, de Bob Gosse
- 2002 : Mauvais Piège (Trapped), de Luis Mandoki
- 2015 : Kurt Cobain: Montage of Heck de Brett Morgen
- 2018 : JT LeRoy de Justin Kelly
- 2019 : The Long Home de James Franco : Pearl
- 2024 : Assassination de Barry Levinson

### Court-métrage
- 2005 : Trailer for a Remake of Gore Vidal's Caligula, de Francesco Vezzoli

### Télévision
- 2014 : Sons of Anarchy, de Kurt Sutter
- 2015 : Revenge, de Mike Kelley
- 2015 : Empire, de Lee Daniels

### Documentaires
- 2006 : The Return of Courtney Love
- 2010 : Courtney Love - Behind The Music (MTV)

## Publications
- 2006 : Dirty Blonde, recueil de pages de ses journaux intimes.
- 2008 : Princess Aï